# Čierna hora (Velká Fatra)
Čierna hora (1335,2 m n. m.) je vrch ve Velké Fatře. Nachází se severozápadně od vrchu Zvolen, nad obcí Liptovské Revúce, přibližně 18 km jižně odokresního města Ružomberok.

## Poloha
Nachází se na východě centrální části Velké Fatry, v geomorfologickém podcelku Zvolen. Leží na území Žilinského kraje, v okrese Ružomberok a v katastrálním území obce Liptovské Revúce. Tato část pohoří patří do ochranného pásma Národního parku Nízké Tatry. 

## Popis
Hustě zalesněný vrch leží severozápadně od turisticky atraktivního masivu Zvolena (1403 m n. m.) a Novej hole (1370 m n. m.). Nachází se v rozsoše, která vybíhá severozápadním směrem z masivu Zvolena a severně od hřebene, vedoucího z Krížné (1574 m n. m. ) na Donovaly. Východním směrem leží Končitá (1248 m n. m.), Malý Zvolen (1372 m n. m.) a Zvolen (1403 m n. m.) a jižní Motyčianskou hoľou (1292 m n. m.). Severozápadním směrem svahy klesají do Suché doliny, kterou protéká říčka Revúca, odvodňující celý masiv Čierne hory. Východně ležící dolina Velký Hričkov odvodňuje Hričkovským potokem tuto část masivu. Nejbližším sídlem je přibližně 2 km severozápadně situovaná obec Liptovské Revúce.

### Výhledy
Čierna hora je pokryta hustým lesem, ale malá část vrcholu s řídkým porostem umožňuje omezený výhled. Pozorovatelná je okolní, centrální část Velké Fatry a liptovská větev hlavního hřebene, z vhodných lokalit také západní část Nízkých Tater, několik vrcholů Tater a Velký Choč.

## Přístup
Vrch leží v ochranném pásmu Národního parku Nízké Tatry a nevede na něj značená trasa. Přístupný je neznačeným chodníkem hřebenem z vrchu Zvolen (připojení na Cestu hrdinů SNP ) nebo lesem z Liptovské Revúce. 